# Campeonato Mundial de Atletismo de 2011 - Lançamento de dardo feminino
O lançamento de dardo feminino do Campeonato Mundial de Atletismo de 2011 foi disputada entre os adias 1 e 2 de setembro  no Daegu Stadium, em Daegu

## Recordes
Antes desta competição, os recordes mundiais e do campeonato nesta prova eram os seguintes:
| Tipo                  | Atleta            | Distância | Local     | Data                   | Ref |
| --------------------- | ----------------- | --------- | --------- | ---------------------- | --- |
|                       | Barbora Špotáková | 72,28     | Stuttgart | 13 de setembro de 2008 | ver |
| Recorde do campeonato | Osleidys Menéndez | 71,70     | Helsinque | 14 de agosto de 2005   | ver |

## Medalhistas
| Ouro                    | Prata                 | Bronze                    |
| Barbora Špotáková (CZE) | Sunette Viljoen (RSA) | Christina Obergföll (GER) |

## Cronograma
| Data          | Hora  | Evento        |
| ------------- | ----- | ------------- |
| 1 de setembro | 10:10 | Primeira fase |
| 2 de setembro | 19:10 | Final         |

Todos os horários são horas locais (UTC +9)

## Resultados

### Primeira fase
Qualificação: Desempenho de qualificação 61,00 m (Q) ou pelo menos 12 melhores (q) avançam para a final. 
| Colocação | Atleta                    | Resultado  | Testes  | Testes  | Testes  |
|           |                           |            | Teste 1 | Teste 2 | Teste 3 |
| --------- | ------------------------- | ---------- | ------- | ------- | ------- |
| 1         | Christina Obergföll (GER) | 68,76 (Q)  | 68,76   |         |         |
| 2         | Katharina Molitor (GER)   | 63,52 (Q)  | 63,52   |         |         |
| DSQ       | Maria Abakumova (RUS)     | 62,49 (Q)  | x       | 62,49   |         |
| 3         | Goldie Sayers (GBR)       | 62,19 (Q)  | 56,61   | 62,19   |         |
| 4         | Yuki Ebihara (JPN)        | 59,88 (q)  | 57,36   | 59,66   | 59,88   |
| 5         | Madara Palameika (LAT)    | 59,78 (q)  | 59,78   | x       | 59,33   |
| 6         | Jarmila Klimešová (CZE)   | 59,65 (q)  | 55,90   | 59,65   | 56,01   |
| 7         | Ásdís Hjálmsdóttir (ISL)  | 59,15 (SL) | 59,15   | 57,62   | x       |
| 8         | Rachel Yurkovich (USA)    | 58,84      | 58,84   | 58,01   | 57,92   |
| 9         | Justine Robbeson (RSA)    | 58,08      | 57,87   | 55,27   | 58,08   |
| 10        | Indré Jakubaityté (LTU)   | 56,92      | x       | 56,01   | 56,92   |
| 11        | Yanet Cruz (CUB)          | 56,73      | 55,91   | 56,73   | 55,48   |
| 12        | Elisabeth Eberl (AUT)     | 56,48      | 56,48   | 54,39   | x       |
| 13        | Kyung-ae Kim (KOR)        | 54,96      | 51,64   | 53,75   | 54,96   |

| Colocação | Atleta                     | Resultado | Testes  | Testes  | Testes  |
|           |                            |           | Teste 1 | Teste 2 | Teste 3 |
| --------- | -------------------------- | --------- | ------- | ------- | ------- |
| 1         | Sunette Viljoen (RSA)      | 65,34 (Q) | 65,34   |         |         |
| 2         | Barbora Špotáková (CZE)    | 63,40 (Q) | 63,40   |         |         |
| 3         | Martina Ratej (SLO)        | 61,58 (Q) | 61,58   |         |         |
| 4         | Kimberley Mickle (AUS)     | 60,50 (q) | 60,50   | 57,80   | 60,12   |
| 5         | Linda Stahl (GER)          | 60,21 (q) | 60,21   | 59,85   | 58,25   |
| 6         | Zahra Bani (ITA)           | 58,92     | x       | x       | 58,92   |
| 7         | Vira Rebryk (UKR)          | 58,50     | x       | 55,69   | 58,50   |
| 8         | Mercedes Chilla (ESP)      | 58,34     | 58,34   | x       | 52,01   |
| 9         | Sinta Ozolina-Kovala (LAT) | 58,15     | 56,18   | 58,15   | 54,02   |
| 10        | Chunhua Liu (CHN)          | 57,52     | 56,73   | 56,37   | 57,52   |
| 11        | Kara Patterson (USA)       | 57,14     | 56,41   | 55,25   | 57,14   |
| 12        | Tatjana Jelaca (SRB)       | 56,68     | 56,68   | x       | 54,58   |
| 13        | Risa Miyashita (JPN)       | 55,62     | 55,62   | 55,52   | 55,40   |
| 14        | María Murillo (COL)        | 52,83     | x       | x       | 52,83   |

### Final
A final foi iniciada as 19:10 
| Colocação         | Atleta              | Nacionalidade | Teste 1 | Teste 2 | Teste 3 | Teste 4 | Teste 5 | Teste 6 | Resultado | Notas  |
| ----------------- | ------------------- | ------------- | ------- | ------- | ------- | ------- | ------- | ------- | --------- | ------ |
|                   | Maria Abakumova     | Rússia        | 60,38   | 71,25   | -       | x       | 71,99   | 64,27   | 71,99     | CR DSQ |
| Medalha de ouro   | Barbora Špotáková   | Chéquia       | 68,80   | 67,90   | 68,64   | 67,12   | 71,58   | 66,80   | 71,58     | SB     |
| Medalha de prata  | Sunette Viljoen     | África do Sul | 64,36   | 65,20   | 63,12   | 58,48   | 68,38   | 62,68   | 68,38     | AR     |
| Medalha de bronze | Christina Obergföll | Alemanha      | 61,74   | 64,39   | 64,80   | 65,24   | 63,51   | x       | 65,24     |        |
| 4                 | Katharina Molitor   | Alemanha      | 59,88   | 58,19   | 57,94   | 60,31   | 58,85   | 64,32   | 64,32     |        |
| 5                 | Kimberley Mickle    | Austrália     | 59,33   | 57,07   | 60,87   | x       | 61,96   | 61,33   | 61,96     |        |
| 6                 | Martina Ratej       | Eslovênia     | 58,87   | x       | 60,58   | x       | 61,65   | x       | 61,65     |        |
| 7                 | Jarmila Klimešová   | Chéquia       | 59,27   | x       | 57,37   | x       | x       | 55,87   | 59,27     |        |
| 8                 | Yuki Ebihara        | Japão         | 59,08   | 58,39   | 57,96   |         |         |         | 59,08     |        |
| 9                 | Goldie Sayers       | Grã-Bretanha  | 57,32   | 57,52   | 58,18   |         |         |         | 58,18     |        |
| 10                | Madara Palameika    | Letônia       | 55,69   | 58,08   | x       |         |         |         | 58,08     |        |
| 11                | Linda Stahl         | Alemanha      |         |         |         |         |         |         | DNS       |        |

Legenda
| Recorde mundial       | Recorde mundial (World record)               |                       | Recorde africano                      | Recorde africano (African) |                                           | Q | Classificado por posição (Qualified) |
| Recorde do campeonato | Recorde do campeonato (Championship record)  | Recorde da América    | Recorde da América (Americas)         | q                          | Classificado por melhor tempo (Qualified) |   |                                      |
| Melhor marca do ano   | Melhor marca do ano (World leading)          | Recorde asiático      | Recorde asiático (Asian)              | DNS                        | Não largou (Did not start)                |   |                                      |
| Recorde nacional      | Recorde nacional (National record)           | Recorde europeu       | Recorde europeu (European)            | DNF                        | Não terminou (Did not finish)             |   |                                      |
| Recorde pessoal       | Recorde pessoal do atleta (Personal best)    | Recorde da Oceania    | Recorde da Oceania (Oceania)          | DSQ / DQ                   | Desclassificado (Disqualified)            |   |                                      |
| Recorde da temporada  | Recorde da temporada do atleta (Season best) | Recorde sul-americano | Recorde sul-americano (South America) | NM                         | Sem marca (No mark)                       |   |                                      |